# Fiat 700C
Der Traktor Fiat 700C, nach seiner Motorleistung auch „Tipo 30“ genannt, war ein italienischer Traktor mit Raupenfahrwerk, der von 1932 bis 1940 gebaut wurde. Die Italienischen Streitkräfte nutzten das Fahrzeug als Vollkettenschlepper. Hersteller war Fiat S.p.A. in Turin.

## Geschichte
Ab 1927 baute Fiat den Ackerschlepper Fiat 700. Der Fiat 700C war eine Variante dieses Typs, die sich im Wesentlichen durch das Raupenfahrwerk unterschied. Zwischen 1932 und 1940 entstanden etwa 300 Fahrzeuge dieses Typs. 1933/34 entwickelte Fiat eine kleinere Version des Fiat 700C, die als Fiat 708C ab 1934 in Serie gebaut wurde.

## Technische Daten
Der wassergekühlte Vierzylindermotor des Typs Fiat 300B leistete an der Antriebswelle 30 PS bei 1500/min, an der Riemenscheibe betrug die Leistung 20 PS. Die Bohrung betrug 90, der Hub 140 mm, der Hubraum also 3570 cm³. Das Getriebe hatte außer einem Rückwärtsgang drei Vorwärtsgänge, die Mindestgeschwindigkeit betrug 3, die Höchstgeschwindigkeit 11 km/h. Der Motor konnte statt mit Benzin auch mit Petroleum betrieben werden.
Gegenüber dem Fiat 700 war das Fahrgestell völlig neu konstruiert. Das Kettenlaufwerk hatte auf jeder Seite eine vordere Führungs- und eine hintere Antriebsrolle, daneben fünf Lauf- und eine Stützrolle.
Falsch ist die Behauptung, der Fiat 700C wäre damit der erste in Großserie in Europa gebaute Kettenschlepper gewesen: Die deutschen Hersteller Hanomag, Podeus und Moorburger Treckerwerke bauten Kettenschlepper bereits seit den frühen 1920er Jahren in Serie.